# 아글라브 토후국

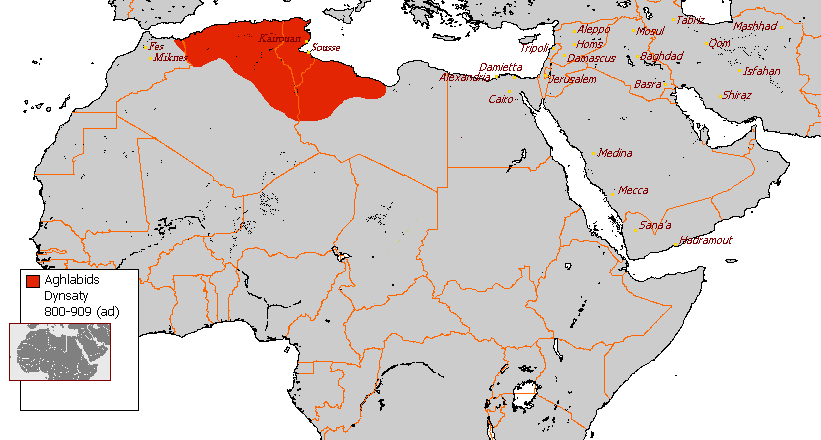
아글라브 왕조의 초기 지도

아글라브 왕조(아랍어: الأغالبة Banū al-Aghlab[*])는 아랍 왕조로서 바누 타밈 부족이 주축이 되어 설립한 왕조이다. 아바스 왕조의 속국과 같았으며 1세기 정도 후에는 파티마 왕조에 의해 멸망했다.
800년 아바스 왕조의 군주 하루 알라시드가 이브라힘 1세를 지역의 수장으로 지명하면서 현재의 동부 알제리, 튀니지, 트리폴리 일대를 지배하게 됐다. 이름상으로는 독립국이었지만 아바스 왕조의 속국이었다.
새로운 수도였던 알아바시야는 아랍인들이 북아프리카 정복 중 건설한 고대도시인 카이르완 일대에 지어졌다. 그런데 여러 율법학자들은 아글라브 왕조 내의 건축물이나 구조에 대해 알라가 없는 것에 대해 불만이 있었으며 베르베르족에 대한 처우 때문에 반감이 있기도 했다.
지야닷 알라 1세(817-838) 때부터 모반이 일어나 824년 아랍 군대의 폭동이 일어났으며 베르베르인의 도움으로 836년에서야 진압됐다. 이런 일련의 폭동을 진압하기 위해 남부 이탈리아 반도 정복을 진행하기도 했으며 902년에 마지막 원정이 있었다. 점차적으로 아랍군의 세력이 시칠리아에서 약해지면서 전반적으로 아글라브 왕조의 세력도 쇠락하기 시작해 칼비드 왕조가 생겨나게 된다.
아글라브 왕조는 856-863년까지 재위하던 아마드 이븐 무함마드 대에 융성했다. 리비아와 튀니지 일대는 로마의 관계 시설 확장에 힘입어 농경 기반이 발달되기 시작했으며 이슬람 세계와 비잔틴 제국, 이탈리아를 연결하는 무역로로서 큰 역할을 했다. 마그레비 일대에서 가장 중요한 중심으로서 신학과 법학, 시인들이 많이 모이는 곳이었다.
이브라힘 2세 때부터 쇠락의 길로 접어들어 이탈리아 일대를 장악했던 것이 칼라브리아주를 잃으면서 더욱 가속화 됐다. 비잔틴 제국의 공격으로 이집트 일대도 승기를 빼앗겼다. 시아파 베르베르인의 반발이 거세지면서 파티마 왕조가 들어서게 됐고 909년에는 멸망했다.

## 같이 보기
- 알제리의 역사
- 리비아의 역사